# Bidiastopora torquata
Bidiastopora torquata är en mossdjursart som beskrevs av James Barrie Kirkpatrick 1888. Bidiastopora torquata ingår i släktet Bidiastopora och familjen Diastoporidae. Inga underarter finns listade i Catalogue of Life.